# Bernhard Janeczek
Bernhard Janeczek (* 10. März 1992 in Wien) ist ein österreichischer ehemaliger Fußballspieler.

## Karriere
Janeczek begann seine Karriere in Maria Enzersdorf, wo er neun Jahre lang für den FC Admira Wacker Mödling spielte. 2007 wechselte er zum SK Rapid Wien, ehe er 2008 nach Deutschland zu Borussia Mönchengladbach wechselte. Sein Debüt für die Regionalligamannschaft gab er am 24. Spieltag 2010/11 gegen den FC 08 Homburg. 2013 wechselte er wieder nach Österreich zur SV Ried. Sein Debüt für Ried gab er in der ersten Runde des ÖFB-Cups 2013/14 gegen Schwarz-Weiß Bregenz.
Zur Saison 2016/17 wechselte er nach Israel zu Maccabi Petach Tikwa. Mitte Juli 2016 löste er seinen Vertrag nach nur zwei Wochen bei Petach Tikwa auf. Im September 2016 schloss er sich dem rumänischen Erstligisten Dinamo Bukarest an.
Im Jänner 2017 kehrte er nach Österreich zurück, wo er sich dem Bundesligisten SCR Altach anschloss, bei dem er einen bis Juni 2018 gültigen Vertrag erhielt.
Zur Saison 2018/19 wechselte er zum Zweitligisten FC Blau-Weiß Linz, bei dem er einen bis Juni 2020 laufenden Vertrag erhielt. Nach vier Spielzeiten und 51 Zweitligaeinsätzen verließ er die Linzer nach der Saison 2021/22 und wechselte zum Regionalligisten 1. Wiener Neustädter SC.